# Bodysurf
 (février 2008).
Si vous disposez d'ouvrages ou d'articles de référence ou si vous connaissez des sites web de qualité traitant du thème abordé ici, merci de compléter l'article en donnant les références utiles à sa vérifiabilité et en les liant à la section « Notes et références ».

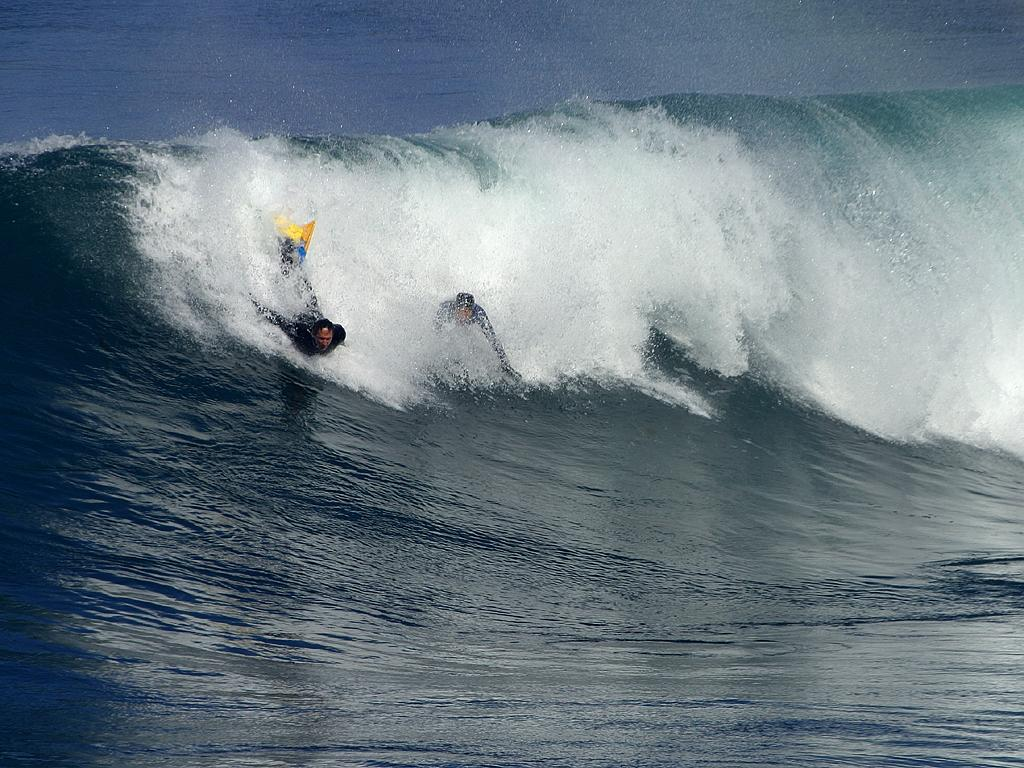
Deux bodysurfeurs à La Jolla en Californie

Le bodysurf est la discipline la plus épurée du monde du surf : elle se pratique sans planche, sans intermédiaire entre le bodysurfeur, qui surfe avec son corps,  et la vague.

## Description
Le bodysurfeur se laisse porter en position allongée par la vague, et se dirige avec ses bras (voir les photos). 
Depuis plusieurs années, les pratiquants utilisent une paire de palmes, seul accessoire devenu vraiment indispensable. On peut également le pratiquer avec un handboard ou handplane que l'on met aux mains, afin de se surélever par rapport à la vague, et donc de glisser plus facilement.

## Pratique

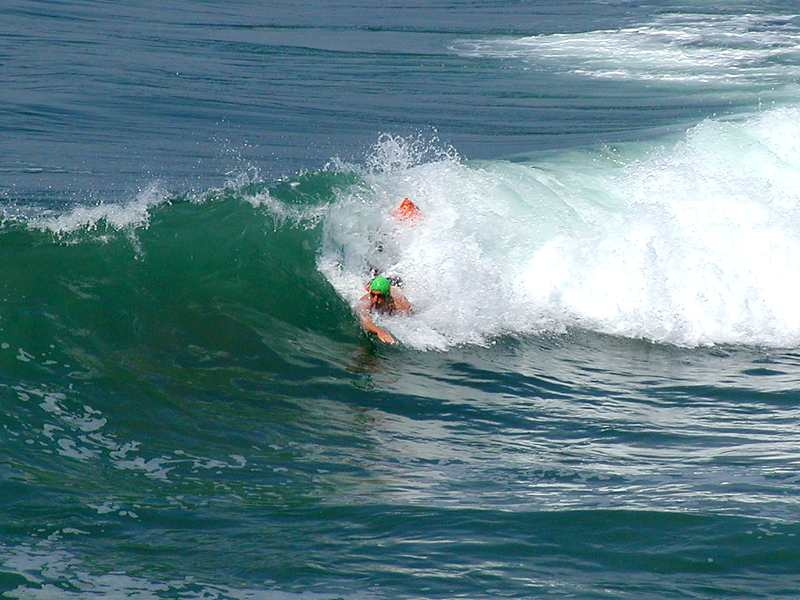
Un bodysurfeur : on peut justement observer la position allongée du corps.

Le bodysurf est une pratique exigeante pour le corps, mais au-delà de l'aspect physique, pour beaucoup de bodysurfeurs, c'est une véritable communion avec l'océan. Le bodysurfing est la discipline la plus épurée du « surf riding ». 
On situe les origines du « bodysurf » dans les îles polynésiennes, ou, bien avant l’utilisation de planches rudimentaires pour glisser sur l’eau, les habitants s’amusaient dans les vagues. Sur le littoral européen, des pratiques visant à se faire porter par les vagues se seraient développées avant l'arrivée du surf, il y a cinquante ans de cela.
Plus souvent connu pour son rôle majeur dans le développement et la promotion du surf au début du XXe siècle, Duke Kahanamoku était également un excellent nageur et bodysurfeur. Plus récemment, à une époque où le leash n’avait pas encore été inventé (début des années 1960), tout surfeur se devait d’être, alors, un warterman accompli, capable de revenir chercher sa planche au bord par ses propres moyens. Compte tenu des exigences de cette discipline, les surfeurs les plus téméraires et les plus connus de l’époque sont également d’excellents bodysurfeurs. Aujourd’hui encore, la plupart des meilleurs surfeurs et bodyboardeurs sont d’excellents bodysurfeurs, à l’image de Tom Curren, Mike Stewart, champion de bodyboard ou encore Kelly Slater champion de surf, qui rivalisent avec le maître de la discipline, Mark Cunningham.
En France, David Dubes et Christophe Clemente ont marqué l'histoire de la discipline.

## Compétitions
Une des plus grandes compétition du bodysurf est le Pipeline Bodysurfing Classic qui se déroule depuis 1971 sur la vague de Banzai Pipeline sur l'Ile d'OAHU (Hawaï). Cette épreuve a été remportée par Mike Stewart, Mark Cunningham, Todd Sells, ou Steve Kapela (Haw). Au cours de l'édition 2008, le biarrot Frédéric David est monté sur la seconde marche du podium derrière Mike Stewart (Haw). Il succédait à Laurent Masurel , auteur d'une quatrième place en 1998. C'est le meilleur résultat de tous les temps d'un bodysurfeur « non autochtone », les hawaïens restant, à ce jour, les maîtres de la discipline sur cette vague.
En France, les premières compétitions ont été organisées à Hossegor par Jean-Pierre Arbouet alias Popeye au milieu des années 1980. Le premier titre de Champion de France fut remporté par Willy Cote, depuis disparu et en souvenir duquel une épreuve est organisée chaque fin de saison. Le Trophée Willy Cote est aujourd'hui une compétition importante du bodysurf européen, et constitue une épreuve de référence d'après les pratiquants.
La fédération française de surf (FFS) a la charge de cette discipline reconnue par l'International Surfing Association (ISA) et l'European Surfing Federation (ESF).
Outre le Championnat de France et les championnats et coupes régionales, la FFS organise depuis le début des années 1990, le Bodysurf Challenge, Coupe de France de Bodysurf, qui se déroule en quatre étapes organisées sur différents spots aquitains. Elle récompense le compétiteur le plus complet et le plus régulier qui se voit attribuer un billet pour participer au Pipeline Bodysurfing Contest.
Pour la première fois dans l'histoire du bodysurf européen, un championnat d'Europe de Bodysurf a vu le jour en France en 2007. Cet événement majeur, unique en Europe, s'est déroulé à Anglet durant l'EuroSurf, du 16 au 24 juin 2007, et a été organisé par l'Anglet Surf Club et la fédération française de surf.
Le premier titre européen a été décerné à « John » Despergers (Fr) devant David Dubes (Fr), William Forgues (Fr) et Frédéric David (Fr), lors d'une finale retransmise sur le web.
Un tour européen devrait voir le jour sous l'égide de la Fédération Européenne de Surf (ESF).

## Quelques bodysurfeurs
Aux États-Unis :
● Mike Stewart (Hawaï)
En France :
● François Dreydemy (Côte Gironde)
maroc :
● Youssef Zaimi
● Oussama Mchichi
● chouaib Boudhim
● Yassine Asraoui
● Bilal Karmim
● Mahmoud Ismeg